# 盧伊森赫厄山
48°10′37″N 13°37′20″E / 48.1768165°N 13.6222706°E

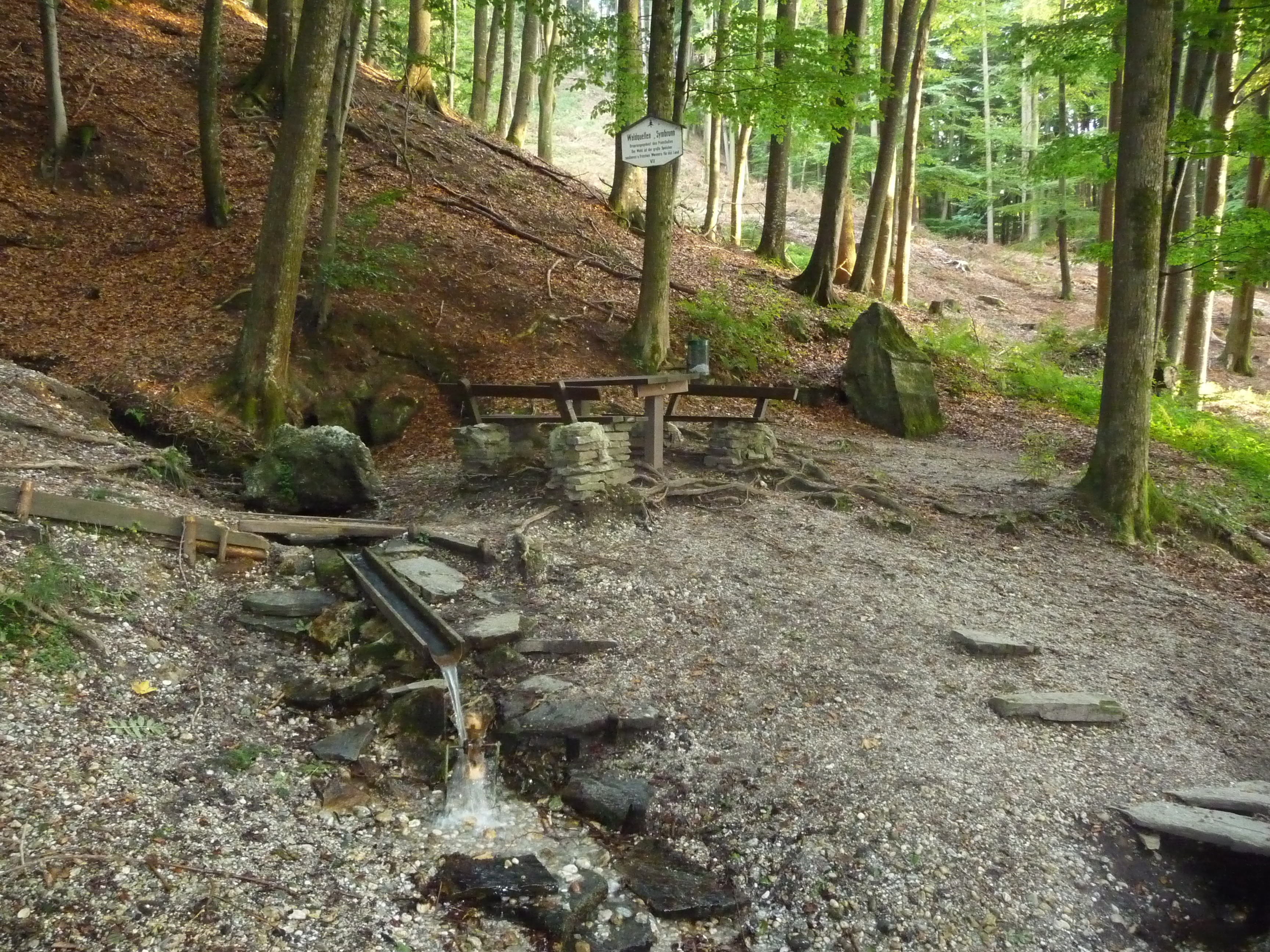

盧伊森赫厄山（德語：Luisenhöhe），是奧地利的山峰，位於該國北部，由上奧地利州負責管轄，屬於豪斯魯克山的一部分，處於豪斯魯克山區哈格，海拔高度709米。